# Siamská kočka
Siamská kočka patří mezi krátkosrstá plemena kočky domácí. Siamské kočky mají charakteristické zbarvení – obličej, tlapky a ocas jsou tmavé a tělo má světle čokoládově hnědé zbarvení. Plemeno pravděpodobně vzniklo ve 14. století v Thajsku. Siamské kočky mají hmotnost v rozmezí 2,5–6,5 kg, hlučnou povahu a jsou velmi energické a zvídavé. Mají až psí povahu a bez jejich asistence se v domácnosti zpravidla nic neobejde. Snadno se také naučí aportovat nebo chodit na vodítku na procházku se svými pány.

## Historie
Siamská kočka pochází ze Siamu, dnešního Thajska. Říká se, že siamské princezny odkládaly své prsteny na dlouhé štíhlé ocasy svých koček a prsteny byly proti sklouznutí jištěny zalomením ocasu. Další legenda praví, že siamky sloužily jako strážkyně největších cenností chrámů a zíraly na ně tak upřeně, až se jim zkřížily oči .
V ilustrovaných rukopisech ze Siamu, které vznikly v letech 1351–1767, je možné vidět obrázky koček s odznaky, které se velmi podobají siamským kočkám. Ze 14. století pocházejí zmínky o kočkách siamského typu, které byly běžně v ulicích a křížily se s domácími kočkami. Německý přírodovědec Peter Simon Pallas popisuje volně žijící siamské kočky také ve středním Rusku .
V 19. století se siamské kočky dostaly do Evropy a poprvé byly vystaveny na výstavě v Crystal Palace v Londýně roku 1871. V roce 1884 poslal britský generální konzul působící v Bangkoku Owen Gould několik siamských koček s černohnědými odznaky své rodině do Anglie. Tyto siamky byly darem od siamského krále Rámy VI. a je tedy velmi pravděpodobné, že pocházely z královského, ušlechtilého chovu. Král Ráma VI., který vládl mezi lety 1868–1910, byl známý svou láskou ke kočkám . 
V roce 1892 byl sepsán první výstavní standard, kde zalomení ocasu (zálomek) a šilhání bylo považováno za žádoucí plemenný znak. Dnes jsou tyto znaky považovány za vadu . Prvním známým britským šampionem z roku 1896 byl kocour Wankee, který byl dovezen z Hongkongu a měl typické, černohnědé odznaky. Téhož roku se na výstavě objevila také první siamka s modrými odznaky, která byla v té době diskvalifikována. Toto zbarvení začalo být uznáváno až ve 30. letech 20. století.
V současné době je původní typ siamské kočky od té současné natolik odlišný, že byla původní siamská kočka označena názvem thajská a chová se v některých chovatelských organizacích jako zcela samostatné plemeno. FIFe tyto kočky v současnosti registruje v seznamu neuznaných plemen (EMS kód THA non). 

## Stavba těla
Siamská kočka je středně velká kočka se zadníma nohama delšíma, než jsou přední. Tělo je pevné a svalnaté. Tlapky jsou malé a oválné. Ocas je dlouhý a tenký. Hlava má podlouhlý trojúhelníkovitý tvar, nos je dlouhý a rovný. Uši jsou velké, mají rovněž trojúhelníkovitý tvar a opticky prodlužují hlavu. Oči jsou šikmo posazené a modré. Srst je krátká, téměř bez podsady, s výrazným leskem .

## Barevné variety

### Bílá
- White – tyto kočky jsou bez odznaků, čistě bílé, nejde však o albíny; oči musí být intenzivně modré jako u ostatních siamek (EMS kód SIA w 67)

### Základní barvy

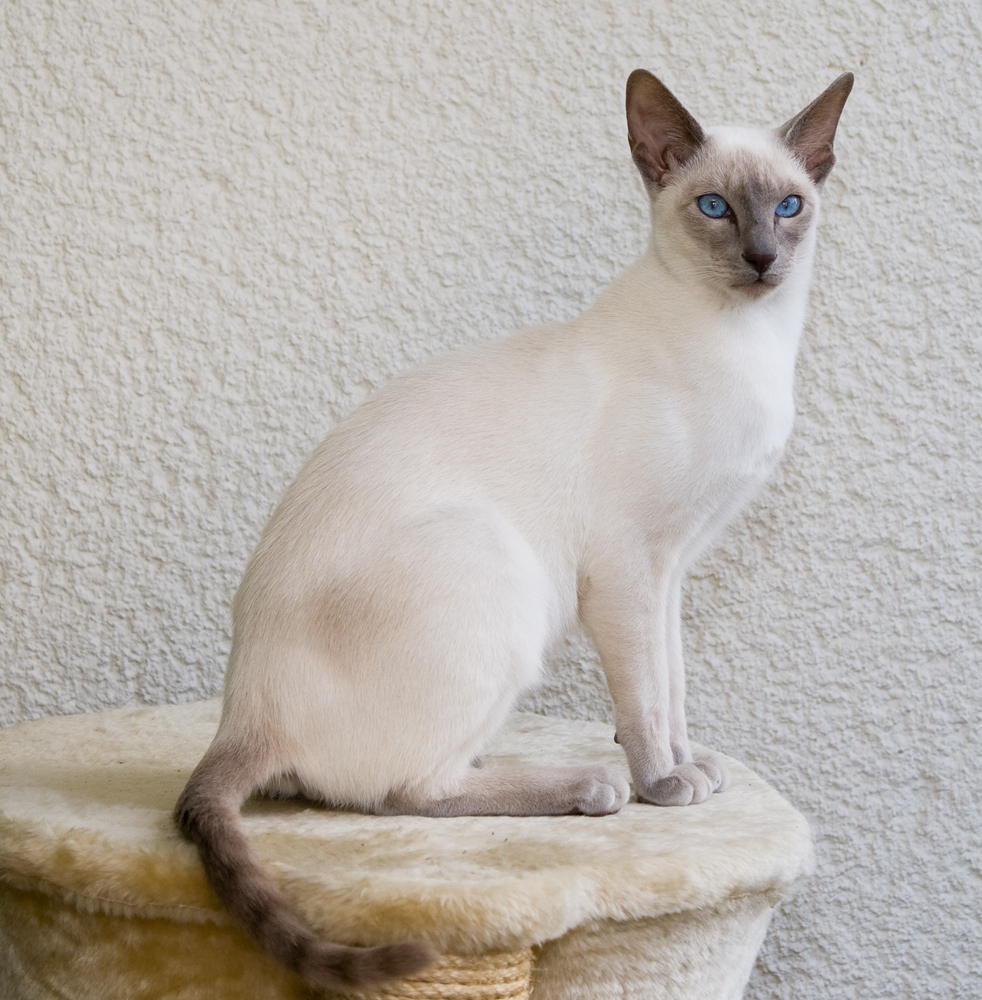
Siamská kočka s lilovými odznaky (lilac point)

- Seal point – černohnědé odznaky
- Red point – červené odznaky

### Další variety a ředěné variety
- Chocolate point – čokoládové odznaky
- Blue point – modré odznaky
- Lilac point – lilové odznaky
- Cream point – krémové odznaky
- Cinnamon point – skořicové odznaky
- Fawn point – plavé odznaky

### Další zbarvení
Želvovinové, které působí na základní a ředěné barevné variety. Toto zbarvení je vázáno na pohlaví, nosit jej mohou pouze kočky, nikoli kocouři.
- Seal tortie point – černohnědě želvovinové odznaky
- Chocolate tortie point – čokoládově želvovinové odznaky
- Blue tortie point – modře želvovinové odznaky
- Lilac tortie point – lilově želvovinové odznaky
- Cinnamon tortie point – skořicově želvovinové odznaky
- Fawn tortie point – plavě želvovinové odznaky

U všech barevných variet (kromě bílé) je možná kombinace s kresbou (tabby), která se značí EMS kódem SIA ... 21 

## Z pohledu chovatele
Siamská kočka vyžaduje pozornost a bývá ráda jejím středem, miluje mazlení a hlazení, naučí se i aportovat hračky. Hlasitě projevuje svoje nálady – kocour v říji až tak hlasitě, že o tom ví širé okolí. 
Krátká a jemná srst siamských koček nevyžaduje žádnou zvláštní péči. Ohledně barvy siamských koček je zajímavý fakt, že koťata se rodí vždy čistě bílá – a teprve časem jim ztmavnou nohy, ocas, uši a nos – vytvoří se ony typické odznaky. Vybarvení je dokončeno ve stáří tří let. 

## Siamská, orientální, seyšelská nebo balinéská?
Pro všechna tato plemena platí stejný standard podle FIFe, kočky tedy mají shodné tělesné charakteristiky, liší se pouze barvou očí a barvou, případně délkou srsti .
- Siamská kočka (EMS kód SIA) má typické odznaky (maska na obličeji, nohy, ocas). Oči jsou intenzivně modré. Srst je krátká, téměř bez podsady [2].
- Balinéská (balijská) kočka (EMS kód BAL) je dlouhosrstou variantou siamské kočky. Oči jsou intenzivně modré. Srst je středně dlouhá, jemná, hedvábná, bez vlněné podsady. Na krku trochu delší, měla by vytvářet límec. Ocas by měl připomínat péřové pero [2].
- Seyšelská kočka je siamská kočka s podílem bílé barvy v odznacích. Oči jsou opět intenzivně modré. Rozlišujeme zde krátkosrstou (EMS kód SYS) a dlouhosrstou variantu (EMS kód SYL). Pro strukturu srsti platí totéž, co u siamské (krátká srst) či balinéské (dlouhá srst) kočky [2].
- Orientální kočka nemá oproti výše uvedeným plemenům odznaky, nýbrž jednotné zbarvení po celém těle. Oči jsou v tomto případě zářivě zelené. Opět rozlišujeme krátkosrstou (EMS kód OSH) a dlouhosrstou variantu (EMS kód OLH). Orientální dlouhosrstá kočka bývá též označována jako jávská kočka (javánka). Pro strukturu srsti platí opět stejné požadavky jako u siamky/balinésky [2].

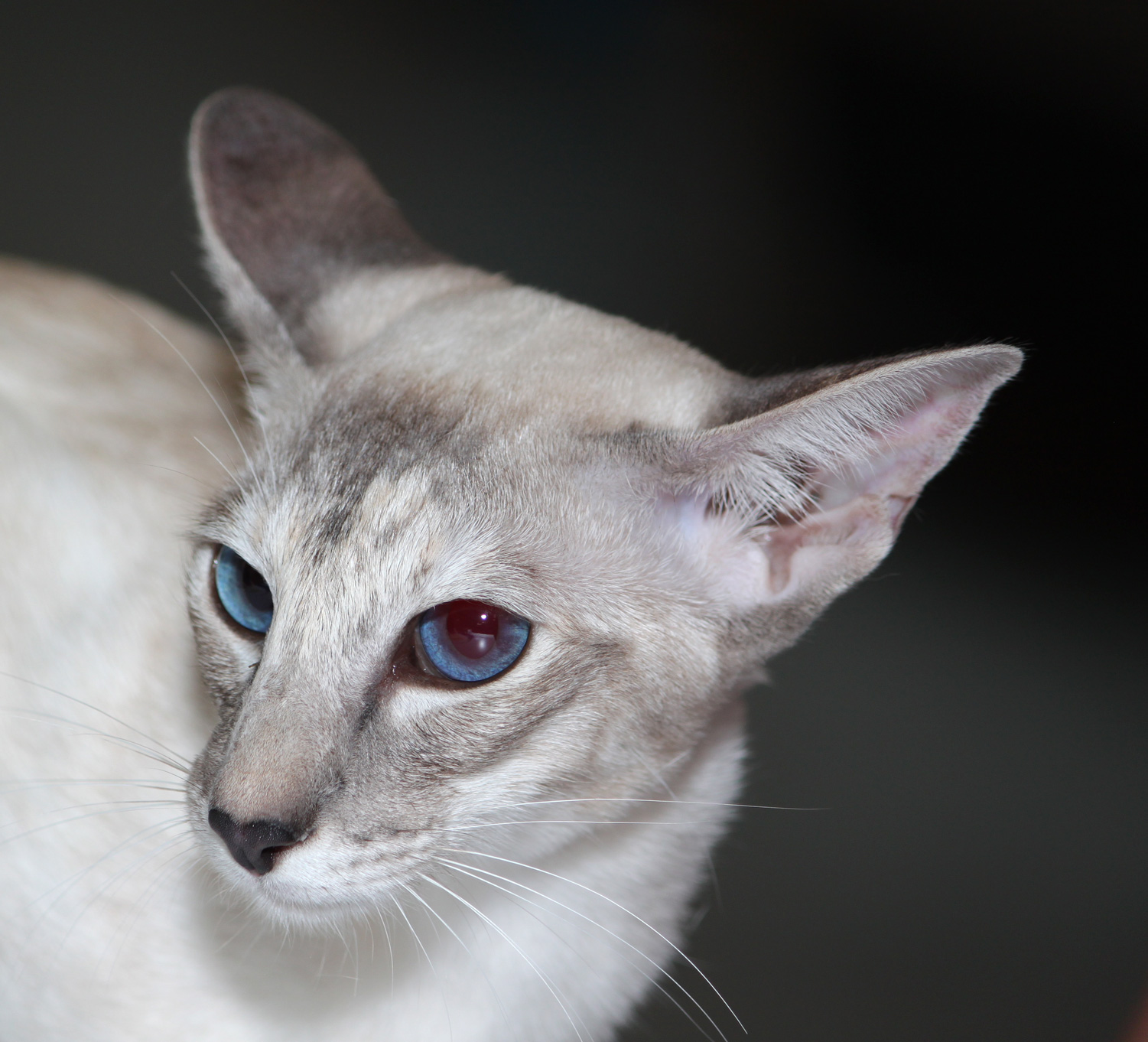
Modrooká siamská kočka
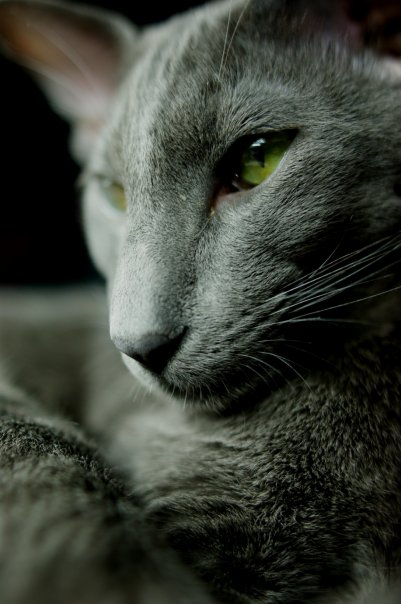
Zelené oči orientální kočky
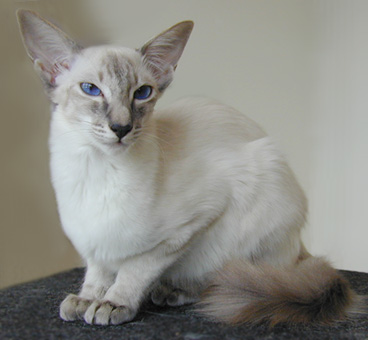
Dlouhosrstá balinéska
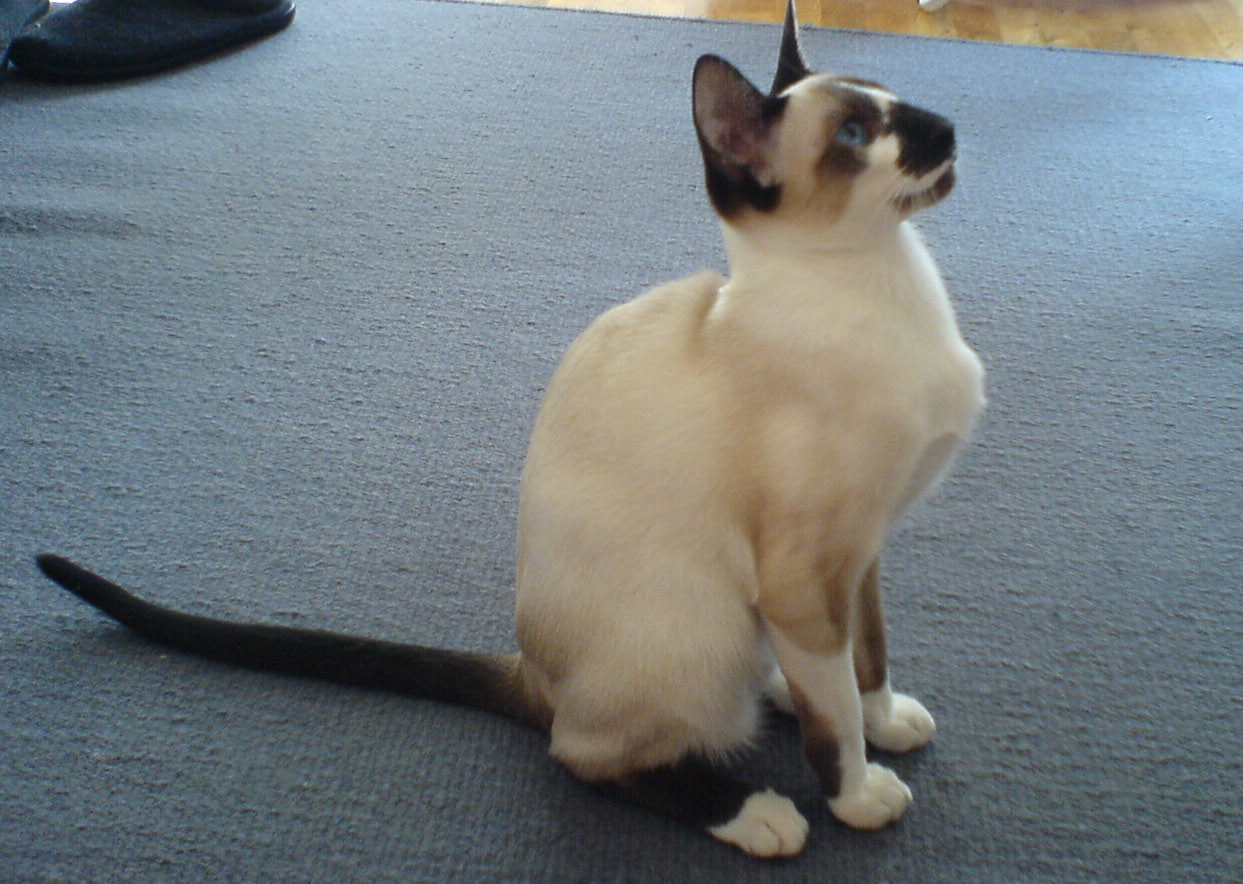
Seyšelská krátkosrstá kočka s bílou barvou v masce